# El mañana me pertenece
"Tomorrow Belongs to Me" ("El Mañana me Pertenece" en español) es una canción del musical de Broadway Cabaret de 1966, y la película de 1972 del mismo nombre, cantada principalmente por un personaje Nazi. Fue escrita y compuesta por dos músicos judíos -Jhon Kander y Fred Ebb- como parte de un trabajo abiertamente antifascista; el carácter nacionalista de la canción sirve de advertencia a los personajes del musical sobre el auge del Nazismo. Sin embargo, la canción ha sido adoptada por grupos de extrema derecha, neo-Nazi, y derecha alternativa como un himno. 

## EnCabaret
La canción aparece al final del primer acto. La canta un camarero en la obra de 1966, un adolescente en la película, a los que se une una multitud a medida que avanza la canción. Comienza con el tono de una nostálgica canción popular alemana, pero adquiere el carácter de una intimidante marcha militar a medida que se desarrolla la instrumentación y se suman más cantantes. En la película, el uniforme de las Juventudes Hitlerianas del chico se revela mientras canta. Hacia el clímax, se ve al camarero llevar un brazalete con la cruz gamada en la obra, y el joven hace un vigoroso saludo nazi en la película. Como música diegética, la interpretación de la canción es observada y comentada por los demás personajes del musical. En la película, es también la única canción que tiene lugar fuera de los confines del Kit Kat Club, el club nocturno berlinés que es el escenario principal. La canción marca la primera vez que la narración se aleja del hedonismo del club nocturno, y establece el ascenso del Partido Nazi como tema principal de la historia. La intención es conmocionar e inquietar al público
La música de la canción guarda cierta similitud con una canción alemana del siglo XIX llamada «Lorelei», con música de Friedrich Silcher para un poema de Heinrich Heine. El tono pastoral de la letra también es algo similar; sin embargo, el contenido de la letra es totalmente diferente. También existe una auténtica canción nazi «Es Zittern die Morschen Knochen» («Tiemblan los huesos frágiles»), que, aunque es inconfundiblemente diferente al escucharla, contiene la letra «Porque hoy Alemania nos pertenece/y mañana el mundo entero». Se desconoce hasta qué punto alguna de estas canciones influyó en Kander y Ebb
Casi inmediatamente después de las primeras representaciones escénicas de Cabaret, quedó claro que «Tomorrow Belongs to Me» podía ser ampliamente malinterpretada. Hubo quejas de personas que insistían en que habían oído la canción como un auténtico himno nazi. Otros parecían aceptar su letra tal cual, sin contexto político; un grupo de jóvenes judíos pidió permiso para utilizarla en su espectáculo del campamento de verano. En 1973, los padres preocupados de una escuela mayoritariamente judía del estado de Nueva York presentaron una petición contra la inclusión de la canción en una representación escolar; los administradores de la escuela decidieron que se llevaría a cabo como estaba previsto.

## Adopción posterior por grupos políticos
La Liga Nacional Socialista, una organización neonazi estadounidense, utilizó el eslogan «Tomorrow Belongs to You!» (¡El mañana te pertenece!) en los anuncios de reclutamiento de 1974, haciendo referencia al popular musical. A finales de la década de 1970, «Tomorrow Belongs to Me» se había convertido en un himno no oficial de la Federación de Estudiantes Conservadores, un ala estudiantil del Partido Conservador británico. Alan Clark, un político conservador que coqueteó con la idea de unirse al ultraderechista Frente Nacional, recuerda en sus diarios que vio la canción «edificante» en una emisión televisiva de la película. Cuando el programa de humor satírico Spitting Image buscó una canción de temática fascista para satirizar la victoria del Partido Conservador en las elecciones generales del Reino Unido de 1987, utilizó «Tomorrow Belongs to Me» (con una puesta en escena similar de la audiencia de marionetas en una cervecería al aire libre, pero el niño que cantaba en directo llevaba traje, bombín y paraguas en los brazos, y se cortaba con fragmentos sarcásticos de películas que mostraban la depredación y la devastación, con las líneas finales pronunciadas por la marioneta de Thatcher. Antes del estribillo final, aparecen las marionetas de Neil Kinnock y Roy Hattersley, y este último pregunta: «¿Aún crees que puedes controlarlos, Neil?»).
La canción también ha sido versionada por bandas supremacistas blancas. La primera de estas versiones la hizo en 1979 Skrewdriver, una banda británica cuyas actuaciones se han descrito como mítines nazis. Ian Stuart Donaldson, vocalista de Skrewdriver, también la versionó con sus otras bandas The Klansmen e Ian Stuart and Stigger. Donaldson era muy conocido en la escena neonazi alemana y es probable que presentara la canción al público neonazi alemán. Tras la muerte de Donaldson, grupos alemanes de Rechtsrock como Endstufe, Radikahl y Wolfsrudel han grabado versiones, la de Endstufe dedicada a Stuart, así como el dúo estadounidense Prussian Blue y la cantante sueca Saga. La versión de Saga fue citada por Anders Behring Breivik como una de las inspiraciones musicales de sus atentados terroristas. «Tomorrow Belongs to Me» también podía escucharse con frecuencia en los mítines de Jörg Haider, político nacionalista de derechas austriaco. El activista de la extrema derecha estadounidense Richard B. Spencer pareció adoptar la canción como un himno neonazi: El sobrino de Kander respondió señalando que la canción había sido escrita por un judío casado con una persona del mismo sexo.
En Italia, la canción fue traducida como «Il domani appartiene a noi» en 1977 por La compagnia dell'anello, una banda de derechas, y pronto fue adoptada como himno no oficial por Fronte della gioventù, el movimiento juvenil del partido político M.S.I.
Dominic Lewis compuso una versión de la canción para la segunda temporada de la adaptación televisiva de The Man in the High Castle, destinada a encajar en la atmósfera inquietante y distópica de la serie.